# Kościół Najświętszego Ciała i Krwi Chrystusa w Toruniu
Kościół Najświętszego Ciała i Krwi Chrystusa w Toruniu – kościół rzymskokatolicki w jurysdykcji parafii Najświętszego Ciała i Krwi Chrystusa w Toruniu. Projektantami kościoła oraz plebanii wraz z zapleczem katechetycznym byli architekci  Andrzej i Bożena Poźniakowie, a konstruktorem Jerzy Mulaw.
Kościół budowano w latach 1993–2011. Kamień węgielny wmurowano 3 czerwca 1995 roku. W 1999 roku zakończono wznoszenie murów kościoła. W latach 2006–2007 wzniesiono wieżę kościelną. W 2011 roku zadaszono kościół. W latach 2012–2015 przeprowadzono prace wykończeniowe wewnątrz świątyni. 14 maja 2016 roku kościół poświęcono.